# Heterolepidoderma obesum
Heterolepidoderma obesum är en djurart som tillhör fylumet bukhårsdjur, och som beskrevs av Jean-Loup d'Hondt 1967. Heterolepidoderma obesum ingår i släktet Heterolepidoderma och familjen Chaetonotidae. Inga underarter finns listade i Catalogue of Life.